# 10 (nombre)
Pour les articles homonymes, voir Dix (homonymie).
Le nombre dix, noté 10 dans le système décimal, est l'entier naturel qui suit neuf et qui précède onze.
Dix est le nombre de doigts de mains qu'un être humain possède généralement. Ce nombre occupe une place importante dans le calcul numérique traditionnel et la vie quotidienne car il a été choisi comme base pour le système de numération écrite. Ainsi s'écrit-il, dans le système décimal, 10, c’est-à-dire 1(un)0(zéro), ce qui signifie qu'il est composé d'une dizaine et de zéro unité.

## Système décimal
Les caractéristiques anatomiques de l'être humain ont privilégié le regroupement par dix dans les systèmes de comptage puis de numérations orale ou écrite. Dans la numération orale, des noms particuliers ont été donnés aux groupements par dizaines (vingt pour deux dizaines, trente pour trois dizaines, etc.), la dizaine de dizaines est nommée cent et la dizaine de dizaines de dizaines est nommée mille. Le nom des autres nombres se construit alors par un système mixte de multiplications et additions: deux cent trente-six correspond à deux fois une centaine plus une trentaine plus six unités.
Les systèmes de numération écrite ont également accordé une place importante au groupement par dix, que ce soit dans des systèmes mixtes comme dans la numération mésopotamienne, des systèmes additifs comme les numérations égyptienne, grecque ou romaine, ou des systèmes positionnels comme les numérations chinoise, indienne ou arabe.
Dans l'écriture décimale positionnelle, utilisant les symboles 0, 1, 2, … , 9, le nombre dix s'écrit 1(un)0(zéro) pour indiquer qu'il est constitué d'une dizaine et de zéro unité. La valeur d'un symbole est fonction de sa place dans l'écriture du nombre. Ainsi 100 correspond à 102, 1 000 à 103 et 0,1 à 10−1, etc. Le nombre 236,5 correspond alors la somme  2 × 102 + 3 × 10 + 6 + 5 × 10−1. Cette notation positionnelle explique le fait qu'une multiplication (resp. division) d'un nombre par 10 conduit à déplacer dans l'écriture de ce nombre la virgule vers la droite (resp. vers la gauche).
Le rôle de 10 et de ses puissances apparait également de manière évidente dans l'écriture scientifique d'un nombre où la puissance de 10 donne l'ordre de grandeur du nombre.

## Notation «10»
La notation « 10 » semble simple et toujours associée au nombre dix. En réalité cette association n'est justifiée que dans le système d'écriture décimale positionnelle.
On rencontre la notation « 10 » dans d'autres systèmes de numération. Dans le système de base deux, 1(un)0(zéro) est le nombre constitué d'une paire et de zéro unité. Il correspond au nombre deux et ne doit pas se lire dix. Dans le système octal, 10 correspond au nombre huit, dans le système hexadécimal, 10 correspond au nombre seize et dans le système sexagésimal, 110. Dans ce dernier système, 10 correspond au nombre soixante. De manière générale, 10 est l'écriture de b en numération de base b.

## Propriétés mathématiques

### Propriétés arithmétiques
Le nombre 10' est :
- un nombre semi-premier[1] ;
- la somme des trois premiers nombres premiers (2 + 3 + 5 = 10) ;
- la somme des deux premières puissances de 2 d'exposant impair (21 + 23 = 10) ;
- la somme des deux premières puissances de 3 d'exposant pair (30 + 32 = 10) ;
- le 3e nombre brésilien et le 2e nombre composé brésilien car 10 = 224 ;
- la somme des nombres premiers compris entre le plus petit (2) et le plus grand (5) de ses facteurs premiers (voir la suite A055233 de l'OEIS),
- le plus petit nombre noncototient[2],
- le nombre de côtés d'un décagone[3],
- le 2e nombre décagonal, le 4e nombre triangulaire, c'est-à-dire somme des cinq premiers entiers (0 + 1 + 2 + 3 + 4 = 10) (donc le 2e nombre ennéagonal centré), le 3e nombre triangulaire centré et le 3e nombre tétraédrique,
- un nombre Harshad en bases 2, 3, 5, 6 et toute base supérieure ou égale à 9,
- un nombre semi-méandrique[4],
- le nombre de solutions du problème des n dames pour n = 5[5].

### Écriture dans d'autres bases de numération
| Base | Système de numération |      |
| ---- | --------------------- | ---- |
| 2    | Système binaire       | 1010 |
| 3    | Système trinaire      | 101  |
| 4    | Système quaternaire   | 22   |
| 5    | Système quinaire      | 20   |
| 6    | Système sénaire       | 14   |
| 7    | Système septénaire    | 13   |
| 8    | Système octal         | 12   |
| 9    | Système nonaire       | 11   |
| 10   | Système décimal       | 10   |
| 16   | Système hexadécimal   | A    |

## Quelques calculs élémentaires
| Multiplication             | 1  | 2  | 3  | 4  | 5  | 6  | 7  | 8  | 9  | 10  |  | 11  | 12  | 13  | 14  | 15  | 16  | 17  | 18  | 19  | 20  |  | 21  | 22  | 25  |  | 50  | 100  | 1000   |
| -------------------------- | -- | -- | -- | -- | -- | -- | -- | -- | -- | --- |  | --- | --- | --- | --- | --- | --- | --- | --- | --- | --- |  | --- | --- | --- |  | --- | ---- | ------ |
| {\displaystyle 10\times x} | 10 | 20 | 30 | 40 | 50 | 60 | 70 | 80 | 90 | 100 |  | 110 | 120 | 130 | 140 | 150 | 160 | 170 | 180 | 190 | 200 |  | 210 | 220 | 250 |  | 500 | 1000 | 10 000 |

| Division                 | 1   | 2   | 3   | 4   | 5   | 6   | 7        | 8    | 9   | 10 |  | 11   | 12   | 13       | 14       | 15  |
| ------------------------ | --- | --- | --- | --- | --- | --- | -------- | ---- | --- | -- |  | ---- | ---- | -------- | -------- | --- |
| {\displaystyle 10\div x} | 10  | 5   | 3,3 | 2,5 | 2   | 1,6 | 1,428571 | 1,25 | 1,1 | 1  |  | 0,90 | 0,83 | 0,769230 | 0,714285 | 0,6 |
| {\displaystyle x\div 10} | 0,1 | 0,2 | 0,3 | 0,4 | 0,5 | 0,6 | 0,7      | 0,8  | 0,9 | 1  |  | 1,1  | 1,2  | 1,3      | 1,4      | 1,5 |

| Puissance                | 1  | 2    | 3      | 4         | 5         | 6          | 7           | 8             | 9             | 10             |
| ------------------------ | -- | ---- | ------ | --------- | --------- | ---------- | ----------- | ------------- | ------------- | -------------- |
| {\displaystyle 10^{x}\,} | 10 | 100  | 1000   | 10 000    | 100 000   | 1 000 000  | 10 000 000  | 100 000 000   | 1 000 000 000 | 10 000 000 000 |
| {\displaystyle x^{10}\,} | 1  | 1024 | 59 049 | 1 048 576 | 9 765 625 | 60 466 176 | 282 475 249 | 1 073 741 824 | 3 486 784 401 | 10 000 000 000 |

## Symbolisme
Le nombre « dix » est aussi très présent comme symbole chez de nombreux auteurs, à commencer par ceux de la Bible : les Dix Commandements, les dix plaies d'Égypte et les Dix tribus perdues.
Voir aussi le symbolisme de Pythagore, qui pensait que le 10 = 1 + 2 + 3 + 4 symbolise la valeur ultime et nécessaire de la limite et de la forme, opposées à la non-limite et au chaos. Les chiffres précédents de la décade étaient identifiés aux dieux, le « dix » signifiait la somme des pouvoirs divins maintenant la cohésion du Cosmos.

## Dans d'autres domaines
Dix est un nombre que l'on retrouve sous d'autres formes :
D'une manière générale :
- le préfixe « déca- » indique le nombre 10. Par exemple un décamètre équivaut à 10 mètres ;
- le préfixe « déci- » indique un dixième (division par 10). Par exemple : un décimètre, soit 0,1 mètre.

Issu du latin « DECEM », il donne suite à de nombreux autres mots :
- Décembre pour le dixième mois de l'année (avant l'introduction de juillet et août).
- Décade qui peut représenter 10 jours. Attention aux faux-amis, en anglais, decade signifie décennie (voir ligne suivante).
- Décennie pour une durée de 10 ans (adjectif : décennal, par exemple : une garantie décennale).
- Doyen, du latin DECANUS (chef de dix hommes).
- Denier du latin DENARIUS qui valait dix as ; ce qu'on peut acheter avec un denier, c'est la denrée.
- Décimation du latin DECIMUS (la dixième partie de quelque chose).
- Dîme du latin DECIMA (impôt prenant le dixième de la production) qui était un impôt religieux.
- Décapode pour les animaux ayant 10 pieds ou pattes.
- Décurion qui est le chef d'une décurie dans la légion romaine (unité militaire de dix hommes).

Une collection de dix articles (plus souvent que 10 jours) est appelée une décade. Exemple, chacune des parties d'un ouvrage composé de dix livres ou chapitres : Les Décades, de Tite-Live.
Il y a dix cents (symbole « ¢ ») dans une dime, elle-même 1⁄10e d'un dollar américain, canadien et australien. Le mot fut raccourci de decime.
Dix est le nombre figurant sur la première pièce dorée des centimes d'euros. En France, la semeuse est représentée sur son verso.
Dix est le nombre figurant sur le deuxième billet d'euros.
Aux échecs, chaque camp peut avancer ses huit pions pour avoir un total de dix fous, ou de dix cavaliers, ou de dix tours. Ceci est possible de manière théorique mais est hautement improbable en partie réelle.
En prenant dix comme base du système décimal, une échelle de 1 à 10 est souvent utilisée pour classer les choses, comme une petite version de l'échelle de 1 à 100 (qui est utilisée dans les pourcentages et dans le titrage des liquides).
Les Chinois expriment couramment le nombre 10 en faisant une croix avec leurs deux index, alors que les Occidentaux, dans la même situation, montrent leurs deux mains grandes ouvertes avec les dix doigts. En japonais, « dormir comme un dix » c'est dormir détendu, les bras en croix.
Dix est :
- le numéro atomique du néon,
- le nombre d'atomes de carbone du décane,
- le nombre de dimensions de l'espace-temps dans la théorie des supercordes,
- le numéro du département français de l'Aube, lorsque les départements sont classés suivant l'ordre alphabétique de leurs noms.
- la période des Cinq Dynasties et des Dix Royaumes,
- le numéro du 10 Downing Street, siège du premier ministre du Royaume Uni.
- le code ASCII et Unicode pour le caractère d'impression line feed (passage à la ligne),
- le nombre d'années de mariage des noces d'étain,
- au football, le numéro du meneur de jeu. Par exemple, le numéro est attribué à Zinedine Zidane et Kylian Mbappé,
- au rugby à XV, le numéro du demi d'ouverture,
- en France et au Maroc, le nombre de chiffres d'un numéro de téléphone,
- le nombre de quilles au bowling.
- le modèle Renault 10.

Dans la culture anglo-saxonne :
- quelqu'un qui obtient le score maximum est « un dix parfait ». Une personne qui est attrayante et physiquement sans défaut est souvent dite « un dix », à partir de l'idée de classement de l'apparence d'une personne et de son sex-appeal sur une échelle de 1 à 10. Par exemple, dans le film 10 (Elle), Bo Derek est supposée être un « 10 » sur cette échelle ;
- compter de un à dix avant de parler est souvent fait pour calmer quelqu'un d'énervé ;
- conduire une voiture de course à dix-dixièmes veut dire la conduire aussi vite que possible, à la limite.